# ThePostOnline
ThePostOnline (TPO), voorheen DeJaap, is een Nederlandse nieuws- en opiniewebsite, onderdeel van de besloten vennootschap TPOOndertussen B.V. die 100% eigendom is van Young Media B.V.
Onder de nieuwe eigenaar wil de site zich ontwikkelen tot "een Nederlandse versie van CNN of Fox News", aldus de colofon.
Naast opinies specialiseert het blog zich in artikelen over business, lifestyle en sport. In juli 2014 haalde TPO voor het eerst 500.000 unieke bezoekers en in februari 2015 doorbrak TPO voor het eerst de grens van 1 miljoen unieke bezoekers per maand. In 2016 bezochten gemiddeld 1 miljoen mensen maandelijks de website; aan het eind van dat jaar telde TPO 1,2 miljoen unieke bezoekers. De hoofdredacteur was tot voor kort Bert Brussen, hij is ook de oprichter van de site. Sinds 2024 is Zamire Willems de hoofdredacteur.
De TPO Podcast, een van de website losstaand bedrijf, wist bij de Online Radio Awards in zowel 2018 als in 2022 de prijs voor beste podcast te winnen.

## Geschiedenis
DeJaap ontstond als reactie op de oprichting van opiniewebsite Joop.nl, een project van de Nederlandse omroeporganisatie VARA onder leiding van Francisco van Jole, waarop jong en oud en links en rechts kunnen debatteren, naar voorbeeld van de Huffington Post. DeJaap werd opgericht door voormalig GeenStijl-schrijver Bert Brussen en een keur aan vrijwilligers uit de weblogwereld en ging op 1 oktober 2009 online; een maand eerder dan Joop.nl, dat op 3 november gelanceerd werd.

### Positionering
Bert Brussen noemt DeJaap een “ludiek tegengeluid"; bedoeld wordt een geluid tegen Joop.nl, een website die Brussen een "VanJole/fatsoensopinieweblog" noemde. Voordat DeJaap daadwerkelijk de lucht in gaat, is er op de verder lege pagina te lezen: "Hier komt DeJaap.nl. Omdat ideologie voor Jopen is". Het irriteert Brussen dat Joop.nl zich als “progressief” kenschetst: "Wie zichzelf progressief noemt, staat maar één geluid toe. Terwijl weblogs juist altijd het terrein zijn geweest van de vrije mening van vrije mensen. Zij [Joop.nl] willen de rechtse schreeuwers, zoals zij ze noemen, echter buitensluiten”, aldus Brusse. Nieuwe medewerkers hebben zich te onthouden van ‘politiek correct links fatsoensgedoe’, mogen geen ‘PvdA/GroenLinks-mentaliteit’ hebben of een ‘zurig duurzaamheid/allochtonensmulbos/consumentenman-type’ zijn. De ondertitel van de ThePostOnline was eerder “voorbij het eigen gelijk”.

### Fusies
In 2012 gaat DeJaap een fusie aan met CampusTV. De site krijgt dan ook de huidige naam: ThePostOnline. Investeerder is Vereniging Veronica, die 51% van de aandelen bezit. Per 1 januari 2019 heeft Vereniging Veronica zich volledig uit TPO terug getrokken, nadat het negatief eigen vermogen binnen de onderneming was opgelopen tot 1,5 miljoen. "Ze hebben genoeg aan ons verloren, je gaat niet eeuwig door met bloeden", aldus hoofdredacteur Brussen.
In 2013 gaat De Nieuwe Pers op in ThePostOnline; dit gaat het betaalde gedeelte van TPO uitmaken: TPO Magazine. Vanaf 2015 gaat dit gedeelte zelfstandig door als Reporters Online onder leiding van Jan Jaap Heij die ook al hoofdredacteur bij De Pers was, 'TPO'-medewerker Gyurka Jansen vervult ook een rol bij dit nieuwe initiatief. Met de start van Reporters Online als zelfstandige onderneming komt ook het betaalde gedeelte van de ThePostOnline te vervallen.

### Partner
Volgens informatie in het colofon op de website, heeft TPO een partnerschap met Hungarian Conservative, een kwartaaluitgave over politieke, filosofische en culturele onderwerpen vanuit een conservatief gezichtspunt. De Hungarian Conservative is gelanceerd door de Batthyány Lajos Foundation, dat volgens de Hongaarse corruptiewaakhond K-Monitor een vehikel is geworden om donaties van de Hongaarse regering aan derden door te geven.

## Format
Een deel van de artikelen werd geschreven door de vaste redacteuren: hoofdredacteur Bert Brussen, Bas Paternotte en Gyurka Jansen. Paternotte stopte om voor Geenstijl te gaan schrijven, Jansen verdween eind 2023 uit de colofon. Brussen verliet de site uiteindelijk zelf in februari 2024. Redacteur Zamire Willems schrijft sinds 2023 voor de site, zij is sinds het vertrek van Brussen in 2024 hoofdredacteur.
Verder staan op TPO stukken geschreven door vaste leveranciers van opinies, onder wie in het verleden Jurriaan Maessen, Ronald van Raak, Arthur van Amerongen, Roderick Veelo, Malou van Hintum, Sietske Bergsma en Meindert Fennema. Ook is het voor lezers mogelijk zelf bijdragen in te sturen. Onder de artikelen konden gebruikers lange tijd reacties achterlaten. Reacties worden achteraf gemodereerd; het niet vooraf modereren is volgens de redactie een ‘principiële kwestie'.

### TPO Podcast
"TPO Podcast is een aparte, zelfstandige identiteit, TPO Podcast BV, en valt niet onder de TPOOndertussen B.V.", zo meldt de colofon.

## Kritiek
- Boudewijn Geels vindt in 2014 dat ThePostOnline te veel tegelijk wil. Hij noemt TPO een ‘ratjetoe aan taaltechnisch nogal eens rammelende stukjes over van alles en nog wat: van wielrennen via Zware Politiek tot aan Lowlands’.[3]
- Haro Kraak schrijft in juni 2015 in de Volkskrant: 'Samenwerken met Brussen is volgens oud-werknemers erg moeilijk. Er wordt regelmatig geschreeuwd of gescholden tegen medewerkers.'[22] Bert Brussen reageert op deze beschuldiging in een blogpost op TPO met de titel 'Een redactie waar nooit wordt geschreeuwd is geen redactie'. Brussen noemt het artikel van Kraak tendentieus, maar erkent wel dat hij een werknemer eens heeft uitgescholden en dat dit onterecht was.[23]
- Opiniewebsite Joop, de site waartegen TPO zich sinds haar oprichting afzet, noemde ThePostOnline en weblog Geenstijl onderdeel van 'de Nederlandse "alt-right" die voortdurend jagen op hen onwelgevallige meningen om die met verbaal geweld het zwijgen op te leggen'. Joop publiceerde dit statement in een stuk over 'online trollenstamkroegen', naar aanleiding van een tweet over marsepeinen Zwarte Piet-figuren van Trouw-journalist Seada Nourhussen die viral ging na als screenshot met negatief commentaar te zijn verspreid door PVV Tweede Kamerleden Martin Bosma en Fleur Agema.[24] TPO schrijft na bekladding van de winkel van een verkeerde banketbakker: “Trouw-journalist zwengelt golf van haat aan tegen eerlijke hardwerkende Amsterdamse middenstander”. Platform Joop publiceert in het stuk enkele haatdragende reacties en duidt de hoofdredacteur van TPO aan als 'de Grand Wizard van The Post Online', een verwijzing naar de Ku Klux Klan.[25]De hoofdredacteur van TPO reageert op deze beschuldigingen door te schrijven: 'Zelf heb ik nog nooit een witte puntmuts gedragen of mensen gelyncht, dus de vergelijking met Grand Wizard vind ik ietsjes vergezocht. Wel is het zo dat een brandend kruis in je tuin, zeker in de wintermaanden, voor een behaaglijke warmte kan zorgen waardoor de terrasverwarmer uit kan blijven, wat goed is voor het milieu.'[26]
- De Nationaal Coördinator Terrorismebestrijding en Veiligheid (NCTV) meldde in een rapport uit 2018 in de paragraaf 'De rol van internet en sociale media bij rechts-extremistisch geweld', dat in berichten en reacties die verschijnen op onder meer ThePostOnline "... geregeld xenofobe retoriek gebezigd [wordt]. De laatste jaren is op deze pagina's en op sociale media ook steeds meer sympathie voor bepaalde denkbeelden en standpunten van alt-right en Erkenbrand. Op veel van deze pagina's is tevens ruimte voor complotdenkers, waarbij vaak het gezag van de overheid ter discussie wordt gesteld."[27]